# Me 264 (航空機)
メッサーシュミットMe 264は第二次世界大戦時にドイツで試作された4発プロペラの爆撃機である。ドイツ本土の基地からニューヨークを爆撃する長距離爆撃機として開発され、1942年末に試作第1号機が初飛行した。6発化、高高度性能を強化した型の開発も計画されたが、戦局の悪化により1944年初めに開発中止となった。

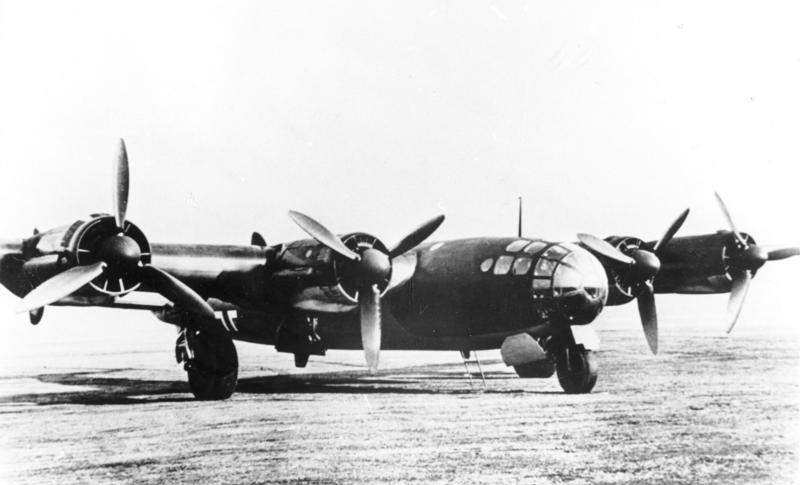
Me264Jumo 211Jエンジン搭載時

## 開発歴史

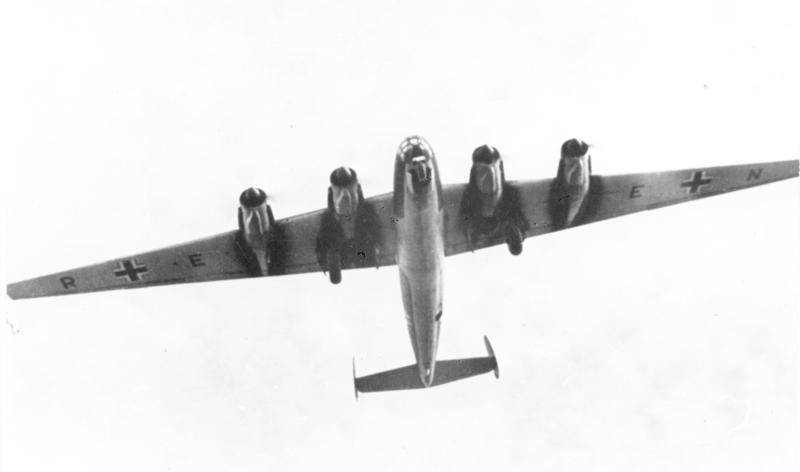
Me264

Me264のデザインはメッサーシュミットの長距離偵察機プロジェクト、1930年代後半のP.1061を起源としている。このプロジェクトには複数の原型がありP.1061は4基、P.1062は2基のエンジンを用いることになっていた。P.1062ではDB 601エンジンを二つ繋げてひとつのプロペラを動かす双子式エンジンDB 606を二組搭載する予定であった。1941年前半にP.1061にMe264の名称が与えられた。
1930年代後半にドイツ航空省はドイツ本国からニューヨークを爆撃できる長距離爆撃機「アメリカ爆撃機計画」（Amerika Bomber Projekt）を提示した。(爆弾1000kg搭載の状態での行動半径が2900km、同じく2000kg搭載で1600kmを超えること、また最大速度は540km/hを超えることが、1936年の時点で要望されていた。計画ではフランスかアゾレスの空港からニューヨーク市を攻撃できる戦略爆撃機を開発するつもりだった)この計画ではエンジン6発の航空機が求められた。 
この需要にこたえるために、ドイツの航空機メーカー各社からユンカースJu 390、フォッケウルフTa 400、およびエンジン6発のメッサーシュミットMe 264Bが提案された。結果、ユンカース社が提出した、Ju 390が既存の機体の改良型ということで開発期間を短縮できるため採用となった。Me264はメッサーシュミット社が戦闘機生産に集中する必要があったために一度計画は破棄されたが、ドイツの海軍がFw200コンドルの代替機として外洋偵察哨戒機を要求したとき、Me264が着目された。結果、Me 264Aは超長距離偵察機のための開発原型として原型2機の製作が発注された。

最初の原型(Me264V1)は1942年12月23日に初飛行をおこなった。Me264V1は当初、1,340hp(990kW)の4台のJumo 211Jエンジンを搭載していたが、1943年後半に1,750hp(1,290kW)のBMW 801Gに載せかえられた。 
このMe264V1は防御武装と防弾装備を持っていない状態で完成され、Me264V2にはエンジン、乗組員への防弾装備が施された。さらにMe264V3には、防御武装が搭載された。
1943年に、ドイツ海軍は既存のJu 290と計画されたJu 390を支持するようになりMe264への興味を失っていた。結果として、1943年10月に、メッサーシュミット社にはMe 262ジェット戦闘爆撃機に焦点を合わせるようMe264開発のキャンセルが命令された。1943年末期、Me264V2が爆撃で破壊されて、Me264V1も1944年7月18日の空襲で破損して、修理されず放置されていた。 3番目の原型(未完成の状態だった)も同じ空襲で破壊された。1944年9月23日に、Me264プロジェクトに対する仕事は公式に中止された。

## 機体の特徴
Me264は全金属製の高翼配置（胴体上部に主翼が乗っかっている翼の配置のこと）の四発エンジンの重爆撃機である。
胴体の断面は丸く、B-29に類似したガラス張り弾丸状の乗組員キャビンを持っていた。 
尾翼は双垂直尾翼、 前輪式の引き込み脚を持っている。また、機体後部にはMG151機関砲2門を装備している。

## スペック
- 全長：21.3 m (69 ft 9 in)
- 全幅：43 m(141 ft)
- 全高：4.3 m (14 ft)
- 翼面積: 127.8 m2 (1,376 ft2)
- 自重: 21,150 kg (46,630 lb)
- 最大重量: 45,540 kg (100,400 lb)
- 最大離陸重量: 56,000 kg (123,000 lb)
- エンジン：BMW801G/H空冷星型レシプロエンジン,1,730hp×4基
- 最大速度： 560 km/h (350 mph)
- 巡航速度: 350 km/h (217 mph)
- 航続距離：15,000 km (9,500 mi)
- 実用上限高度：8,000 m (26,000 ft)
- 上昇率: 120 m/min (390 ft/min)
- 翼面荷重: 356 kg/m2 (72.9 lb/ft2)
- 武装: 
  - 4 × 13 mm (0.51 in) MG 131 機銃
  - 2 × 20 mm (0.79 in) MG 151 機関砲
  - 3,000 kg (6,600 lb) 爆弾
- 乗員: 8名

## 型式
- Me264：長距離爆撃機試案の名称
- Me264V1：原型１号機。当初はJumo 211Jエンジン(1,340hp)搭載、後にBMW 801G(1,750hp)に換装
- Me264V2：原型２号機。エンジン、操縦席等に防弾装備が施された
- Me264V3：原型３号機。V2の機体と同様だが防御武装が施された。未完成
- Me264A：外洋偵察哨戒型の名称。計画中止
- Me264B：エンジンを6発に変更した型の名称。計画中止